# Pierre Huard (critique de bande dessinée)
Pour les articles homonymes, voir Huard et Pierre Huard.
Pierre Huard (1961-2010) est un critique québécois de bande dessinée, professeur à l'Université du Québec à Trois-Rivières (UQTR).

## Biographie
Pierre Huard est né le 16 août 1961 au Canada. Il fait ses études en communication à l'Université de Montréal. Son mémoire de fin d'études s'intitule Critique ou esthétisme: L’évolution du phénomène de la parodie dans la bande dessinée franco-belge (1946-1996).
Il travaille au Département du loisir et de la communication sociale de l'UQTR Il laisse inachevée sa thèse de doctorat préparée à l'Université de Montréal.
Il meurt le 30 septembre 2010 .
Il était le père de deux fils, Philippe et Laurent, et le mari de Pascale Blouin, professeure au Département des sciences de l’éducation de l’UQTR.

## Œuvre
- Le western et la parodie dans la bande dessinée
- Le contenu de la bande dessinée québécoise contemporaine, Montréal, 1993
- « Questions de méthode », dans Critix – Analyse et critique de la bande dessinée, n° 8 (« Les discours technique, socio-économique et encyclopédique », p. 9-22), n° 9 (« L’archivisme », p. 5-27), n° 10 (« Le discours critique », p. 11-34), 1999.
- Communication et médias de masse
- Introduction aux médias

## Hommage
Une Bourse Pierre Huard est décernée en son honneur.